# تين بري
تين بري أو لثب أو أثب أو اثيب أو إثييب (الاسم العلمي Ficus cordata)، شجرة من الفصيلة التوتية.

## وصف النبات
شجرة صغيرة يصل ارتفاعها 8-15 متر، دائمة الخضرة، ذات سائل لبني، الساق متفرعة من أسفل، القلف رمادي إلى رمادي بني، وتصبح له قشور في الأجزاء القديمة السفلية. الأوراق رمحية، يصل طولها إلى 20 سم وعرضها 6 سم، متبادلة، معنقة، السطح العلوي للورقة أكثر أخضرار من السفلى، ملساء الحافة، القمة حادة، العرق الوسطي والعروق الجانبية ظاهرة خاصة في السطح السفلي النورة تينية صغيرة توجد في اباط الأوراق، الزهرة وحيدة الجنس، النورة تضم النورات المؤنثة والمذكرة، والمؤنثة تتكون من كربلتين والمذكرة لها سداة واحدة الثمرة مركبة تينية، ملساء شبة دائرية، برتقالية إلى حمراء عند النضج.

## الأنتشار الجغرافي
يوجد في المناطق المدارية يكثر في شمال أفريقيا والجزيرة العربية، في دولة الإمارات العربية المتحدة يوجد في المناطق الصخرية المرتفعة والوديان الصخرية قرب مصادر المياه، ويكثر في الإمارات الشمالية. وكذلك يوجد في جنوب أفريقيا وناميبيا وأنغولا.

## الاستخدامات الطبية

### الجزء المستخدم
الأوراق، الثمار، الخشب، السائل اللبني

### الصفات والاستعمالات
سائل النبات اللبني یستخدم لعلاج حساسیة الجلد الناتجة من الآثار الخارجیة، ویفید مرض البھاق. وسائل الأوراق الحديثة يستخدم للدغ العقرب، مسحوق خشب النبات يخلط مع الدقيق ويطبخ لعلاج الماليخوليا. مغلي النبات أو الدخان الناتج عن حرق النبات كاملا يستخدم لعلاج الوهن والضعف العام في الجسد، أو بوضع المريض في حفرة رمل مشبعة بمستخلص النبات الدافئ. في عُمان تستعم الوراق لعسر الهضم والأطراف المتورمة والمصابة. یستخدم ما تحت القلف في دباغة الجلود لإكسابھا لون أحمر.

## الدراسات الكیمیائیة العقاقیریة
الجزء الذي تمت دراسته: الأوراق

### الصفات العقاقيرية والمجهرية
الورقة: المنظر السطحي لكلتي البشرتين العليا والسفلى للورقة يبين انهما يتكونان من خلايا مضلعة مغطاه بطبقة سميكة من الأدمة (Cuticle) التي تتميز بخطوط غير منتظمة وكذلك ثاليل ناتئة. المقطع العرضي لنصل الورقة يبين صفاتها من أن النسيج العمادي فيها موجود تحت طبقة بشرة واحدة. كلتا البشرتين العليا والسفلى تتكون من خلايا كبيرة الحجم وعريضة ذات جدر سميكة مستقيمة وهذه الخلايا مليئة بالهلام النباتي (Mucilage). الثغيرات عديدة في كلتا البشرتين وهي بيضوية الشكل ومن النوعية متباينة الخلايا. النسيج العمادي يتكون من طبقة واحدة من الخلايا المستطيلة ذات الجدر السميكة جدًا والمتعرجة والجزء الداخلي للخلية ضيق. والخلايا متراصة بصورة لصيقة وبعضها تتلون جدرة بصبغات بنية فاتحة اللون. النسيج الإسفنجي الوسطي يتكون من خلايا ليست لها أشكال ثابتة معينة ولها أيضا جدر سميكة ومظهنرها الخارجي به الكثير من التقوسات والتعرجات. بعض الخلايا مستديرة الشكل وممتلئة بمادة بنية فاتحة اللون وقليل من الخلايا يحتوي على بلورات وحيدة وردية الشكل من أكسلات الكالسيوم. وتخترق النسيج الوسطي الاسفنجي الأنسجة الوعائية التي تحتوي على أوعية بها ترسبات حلقية ولولبية.